# Hig Roberts
Hig Roberts (15 marzo 1991) è un ex sciatore alpino statunitense.

## Biografia
Attivo in gare FIS dal dicembre del 2006, Roberts in Nor-Am Cup ha esordito il 2 dicembre 2008 a Loveland in slalom speciale, senza completare la prova, e ha colto il primo podio il 15 dicembre 2014 a Panorama nella medesima specialità (2º). Ha debuttato in Coppa del Mondo il 25 ottobre 2015 a Sölden in slalom gigante, senza completare la prova; il 17 dicembre 2016 ha ottenuto a Panorama in slalom speciale la sua prima vittoria in Nor-Am Cup. 
In Nor-Am Cup ha conquistato la seconda e ultima vittoria il 5 gennaio 2017, a Stowe Mountain in slalom gigante, e l'ultimo podio il 16 febbraio 2018 a Stowe Mountain/Spruce Peak in slalom speciale (3º); in Coppa del Mondo ha preso per l'ultima volta il via il 29 gennaio 2019 a Schladming in slalom speciale, senza completare la prova (non ha portato a termine nessuna delle 31 gare nel massimo circuito cui ha preso parte). Si è ritirato al termine di quella stessa stagione 2018-2019 e la sua ultima gara è stata lo slalom speciale di Nor-Am Cup disputato il 14 marzo a Burke Mountain, chiuso da Roberts all'8º posto; non ha preso parte a rassegne olimpiche o iridate.

### Vita privata
All'età di nove anni si è procurato la rottura del femore ed è stato costretto all'impiego della sedia a rotelle per il periodo di un anno. Quando era giovane, uno dei fratelli è morto; ha una sorella gemella Nel dicembre 2020 ha fatto coming out come gay, diventando così il primo membro della Nazionale di sci alpino degli Stati Uniti ad aver dichiarato pubblicamente la propria omosessualità.

## Palmarès

### Nor-Am Cup
- Miglior piazzamento in classifica generale: 5º nel 2017
- 11 podi:
  - 2 vittorie
  - 3 secondi posti
  - 6 terzi posti

#### Nor-Am Cup - vittorie
| Data             | Località       | Paese       | Specialità |
| ---------------- | -------------- | ----------- | ---------- |
| 17 dicembre 2016 | Panorama       | Canada      | SL         |
| 5 gennaio 2017   | Stowe Mountain | Stati Uniti | GS         |

Legenda:

GS = slalom gigante

SL = slalom speciale

### South American Cup
- Miglior piazzamento in classifica generale: 21º nel 2014
- 1 podio:
  - 1 secondo posto

### Australia New Zealand Cup
- Miglior piazzamento in classifica generale: 2º nel 2015
- Vincitore della classifica di slalom speciale nel 2015
- 5 podi:
  - 1 vittoria
  - 3 secondi posti
  - 1 terzo posto

#### Australia New Zealand Cup - vittorie
| Data             | Località     | Paese         | Specialità |
| ---------------- | ------------ | ------------- | ---------- |
| 6 settembre 2014 | Coronet Peak | Nuova Zelanda | SL         |

Legenda:

SL = slalom speciale

### Far East Cup
- Miglior piazzamento in classifica generale: 26º nel 2019
- 1 podio:
  - 1 terzo posto

### Campionati statunitensi
- 4 medaglie:
  - 3 ori (slalom gigante nel 2017; slalom gigante, slalom speciale nel 2018)
  - 1 bronzo (combinata nel 2016)